# Silene bayburtensis
Silene bayburtensis är en nejlikväxtart som beskrevs av Hamzaoglu och Aksoy. Silene bayburtensis ingår i släktet glimmar, och familjen nejlikväxter. Inga underarter finns listade i Catalogue of Life.